# Airedale Cars
Die Airedale Cars Ltd. war ein britischer Automobilhersteller in Esholt (Yorkshire). 1919–1923 wurden dort zwei Modelle gebaut.
Der 11.9 hp besaß einen Vierzylinder-Reihenmotor mit 1.795 cm³ Hubraum und obenliegende Ventile. Der 13.9 hp hatte eine ähnliche Auslegung, sein Hubraum aber betrug 2.121 cm³.
1923 war die Firma wegen wirtschaftlichen Schwierigkeiten wieder verschwunden.

## Modelle
| Modell  | Bauzeitraum | Zylinder | Hubraum  | Radstand |
| ------- | ----------- | -------- | -------- | -------- |
| 11,9 hp | 1919–1923   | 4 Reihe  | 1795 cm³ | 2972 mm  |
| 13,9 hp | 1922–1923   | 4 Reihe  | 2121 cm³ | 3378 mm  |

## Quelle
- David Culshaw, Peter Horrobin: The Complete Catalogue of British Cars. 1895–1975. New edition, reprint. Veloce Publishing plc., Dorchester 1999, ISBN 1-874105-93-6.